# Karin Figala
Karin Figala (* 7. August 1938 in Wien; † 29. November 2008 in München) war eine österreichische Wissenschaftshistorikerin, dies sich insbesondere mit der Geschichte der Chemie und der Alchemie befasste. 

## Leben
Karin Figala, Tochter des promovierten Chemikers und Apothekers Norbert Figala sowie dessen Ehefrau Lucy Figala, geborene Steude, ging in Frankfurt am Main auf die Oberrealschule, bestand dort 1958 die Reifeprüfung und studierte ab 1960 Pharmazie und Lebensmittelchemie in Bern, Bonn und Hamburg. 1963 absolvierte sie die Pharmazeutische Staatsprüfung mit der Note „Sehr gut“ und wurde 1964 zur Apothekerin bestallt. Sie war anderthalb Jahre in der Pharmaindustrie, bevor sie 1969 an der Ludwig-Maximilians-Universität München in Wissenschaftsgeschichte bei Günter Kallinich und mit Unterstützung unter anderem von Eugen Bamann, Romuald Bauerreiß und Helmuth Gericke mit einer häufig zitierten pharmaziehistorischen Dissertation promoviert wurde (Mathematisch-naturwissenschaftliche Dissertation: Mainfränkische Zeitgenossen „Ortolfs von Baierland“. Ein Beitrag zum frühesten Gesundheitswesen in den Bistümern Würzburg und Bamberg). Nach Tätigkeit als Assistentin und später Dozentin habilitierte sie sich 1977 in München (Die Kompositionshierarchie der Materie. Newton´s quantitative Theorie und Interpretation der qualitativen Alchemie). Sie war zu längeren Studienaufenthalten in Cambridge, so 1979 mit einer Ann Horton Visiting Research Fellowship am Newnham College, um Newtons alchemistische Manuskripte zu studieren. 
Ab 1980 war sie Universitätsprofessorin am Institut für Geschichte der exakten Naturwissenschaften und Technik der TU München (als Nachfolgerin von Joachim Otto Fleckenstein), wo sie die Abteilung für Geschichte der Chemie, Pharmazie und beschreibende Naturwissenschaften leitete. 1999 ging sie in den Ruhestand. Sie litt zunehmend an Nierenversagen, was ihre Arbeit stark behinderte, und unterzog sich 2001 in Boston einer beidseitigen Nierentransplantation.

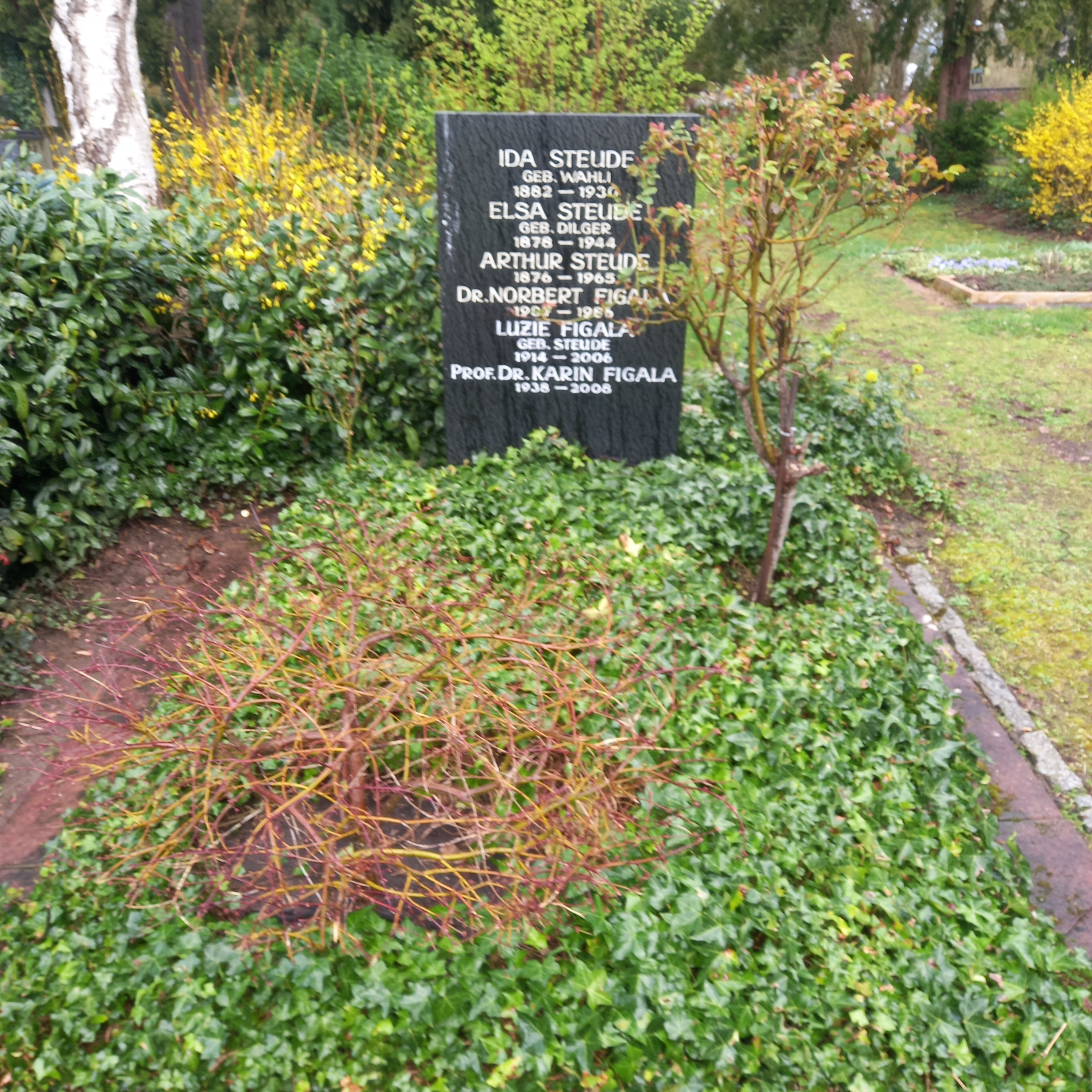
Das Grab von Karin Figala im Familiengrab auf dem Südfriedhof (Frankfurt am Main)

Sie war an der Herausgabe der Werke von Nikolaus Kopernikus beteiligt und forschte über den Alchemisten Michael Maier. Figala befasst sich insbesondere mit Alchemie und Chemie in der Renaissance (Hof von Rudolph II. in Prag, u. a. Johannes Kepler und Tycho Brahe) und England im 17. Jahrhundert (Robert Boyle, Isaac Newton (sie war im Beratungsgremium für die Herausgabe seiner unveröffentlichten Schriften, zuständig für Alchemie), den Kreis um Samuel Hartlib). Mit Claus Priesner veröffentlichte sie ein Alchemie-Lexikon. Zuletzt arbeitete sie an der Überarbeitung ihrer Habilitation über Newtons alchemistische Arbeiten und wollte den inneren Zusammenhang von Newtons theologischem, alchemistischen und naturwissenschaftlichen Denken weiter erforschen, konnte dies aber nicht mehr vollenden.
Neben theoretischer Analyse von Newtons Schriften vollzog sie auch einige seiner Experimente nach, so die Herstellung einer von Newton Diana (1682) genannten silberartigen Legierung aus Bismuterz, Bismut und Zinn in genau festgelegter Proportion.
1976 erhielt sie den Prix d’Académie d’Alsace in Colmar, 1978 wurde sie korrespondierendes Mitglied der Académie internationale d’histoire des sciences; sie war außerdem ordentliches Mitglied der Gesellschaft für Wissenschaftsgeschichte.

## Schriften (Auswahl)
- mit Günter Kallinich: „Ortolf von Baierland“. Ein Beweis seiner Existenz. München 1968 (= Veröffentlichungen des Forschungsinstituts des Deutschen Museums, Reihe A. Kleine Mitteilungen. Band 39). Wiederabdruck in: Gerhard Baader, Gundolf Keil (Hrsg.): Medizin im mittelalterlichen Abendland (= Wege der Forschung. Band 363). Wissenschaftliche Buchgesellschaft, Darmstadt 1982, ISBN 3-534-06022-9, S. 293–296 (zuvor in: Sudhoffs Archiv. Band 51, 1967, S. 184–187).
- Mainfränkische Zeitgenossen »Ortolfs von Baierland«. Ein Beitrag zum frühesten Gesundheitswesen in den Bistümern Würzburg und Bamberg. Mathematisch-naturwissenschaftliche Dissertation LMU München 1969.
- Newton’s Alchemy. In: I. Bernard Cohen, George E. Smith (Hrsg.): Cambridge Companion to Newton. Cambridge University Press, Cambridge u. a. 2002, ISBN 0-521-65177-8, S. 370–386. doi:10.1017/CCOL0521651778.013.
- mit Claus Priesner (Hrsg.): Alchemie. Lexikon einer hermetischen Wissenschaft. Beck, München 1998, ISBN 3-406-44106-8.
- mit Ulrich Neumann: „Author Cui Nomen Hermes Malavici“. New Light on the Bio-Bibliography of Michael Maier (1569–1622). In: Piyo Rattansi, Antonio Clericuzio (Hrsg.): Alchemy and Chemistry in the 16th and 17th Centuries (= Archives Internationales d’Histoire des Idées. Band 140). Kluwer Academic Publishers, Dordrecht u. a. 1994, ISBN 0-7923-2573-7, S. 121–147. doi:10.1007/978-94-011-0778-5_6.
- mit Ulrich Neumann: Chymia – die wahre Königin der Künste. Leben und Schriften des holsteinischen Dichters, Arztes und Alchemisten Michael Maier (1569–1622). In: Chemie in unserer Zeit. Band 25, Nr. 3, 1978, S. 143–147. doi:10.1002/ciuz.19910250305.
- Die exakte Alchemie von Isaac Newton. Seine „gesetzmäßige“ Interpretation der Alchemie, dargestellt am Beispiel einiger ihn beeinflußender Autoren. In: Verhandlungen der Naturforschenden Gesellschaft in Basel. Band 94, 1984, S. 157–228.
- Newtons rationales System der Alchemie. In: Chemie in unserer Zeit. Band 12, Nr. 4, 1978, S. 101–110. doi:10.1002/ciuz.19780120402.
- Newton as alchemist. In: Forschungsinstitut des Deutschen Museums für die Geschichte der Naturwissenschaften und der Technik. Veröffentlichungen. Reihe A: Kleine Mitteilungen. Band 201, 1977, Bl. 103–137; und: Essay Review: Newton as Alchemist: The Foundations of Newton's Alchemy, or „The Hunting of the Greene Lyon“. In: History of Science. Band 15, Nr. 2, 1977, S. 102–137. doi:10.1177/007327537701500202, (Essay-Review des Buchs von Betty Jo Teeter Dobbs: The foundations of Newton’s alchemy. 1975).
- Newton’s alchemical studies and his idea of the atomic structure of matter. Appendix A, in: A. R. Hall: Newton. Adventurer in Thought. Cambridge UP, 1992, S. 381.